# 사회 정책

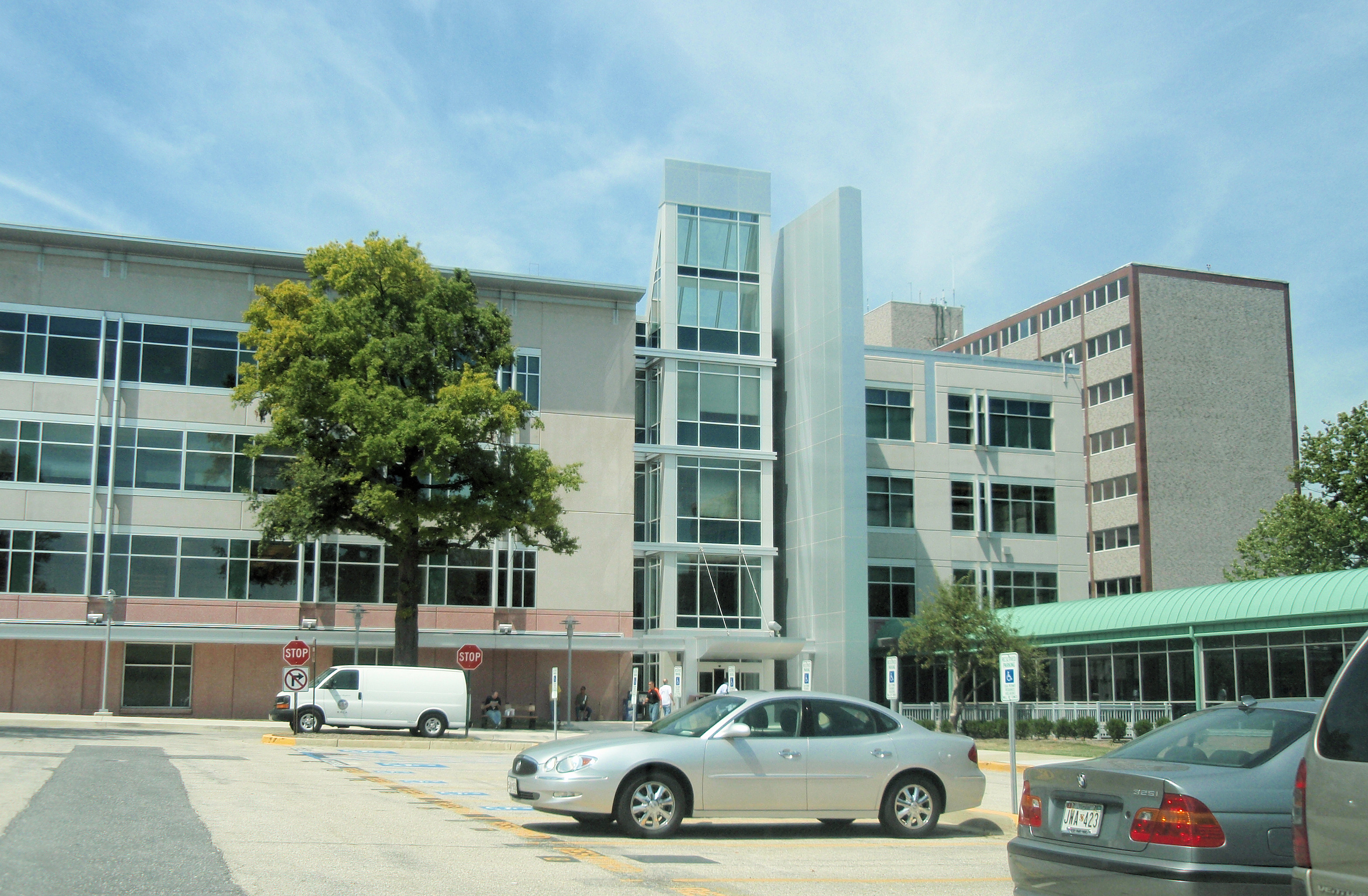
메릴랜드주 울들런에 본사를 둔 사회보장국

사회 정책을 일부 전문가와 대학에서는 공공 정책의 하위 집합으로 간주하는 반면, 다른 실무자들은 사회 정책과 공공 정책을 동일한 공익(의료 분야의 MD 및 DO와 유사)에 대한 두 가지 별도의 경쟁 접근 방식으로 특성화하며 사회 정책은 보다 전체적이라고 간주한다. 공공정책보다 대학이 어떤 신념을 고수하든 사회 정책은 복지 국가와 사회 서비스에 대한 연구에서 시작된다. 이는 개인의 삶의 질과 같이 인간 복지에 도움이 되는 생활 조건에 영향을 미치는 지침, 원칙, 입법 및 관련 활동으로 구성된다. 런던 정치경제대학교의 사회 정책학과는 사회 정책을 "경제학, 사회학, 심리학, 지리학, 역사, 법학, 철학, 정치학을 포함한 광범위한 사회 과학 분야에 대응하여 사회적 필요에 대한 사회의 반응 분석과 관련된 학제 간 응용 주제"로 정의한다. 하버드 대학의 말콤 위너(Malcolm Wiener) 사회 정책 센터는 사회 정책을 "의료, 인간 서비스, 형사 사법, 불평등, 교육 및 노동 분야의 공공 정책 및 관행"으로 설명한다. 사회 정책은 사회 내 재화와 자원의 분배와 접근을 형성함으로써 사회 구성원의 복지에 영향을 미치는 조치로 설명될 수도 있다. 사회 정책은 종종 사악한 문제를 다룬다.
미국과 캐나다의 '사회 정책'에 대한 논의는 인종 차별, LGBT 문제(동성 결혼 등), 낙태, 총기, 안락사, 기분전환용 약물의 법적 지위, 그리고 매춘 등 사회 문제에 대한 정부 정책에도 적용될 수 있다. 다른 국가에서는 이러한 문제가 보건 정책과 국내 정책으로 분류된다.
사회 정책에 대한 연구는 버밍엄 대학교, 요크 대학교, 옥스퍼드 대학교, 펜실베이니아 대학교와 같은 제공업체에서 독립적으로 학위를 취득할 수도 있고, 맥길 대학교와 같은 공공 정책 학위 프로그램의 일부로 전문화할 수도 있다. 남반구에서는 개발 정책과 결합된 방갈로르 인도 국립법률대학원의 공공 정책 연구소에서와 같이 사회 정책이 공공 정책 학위 프로그램과 함께 제공된다.

## 같이 보기
- 범죄학
- 교육 정책
- 위대한 사회
- 보건 정책
- 메디케이드
- 메디케어 (미국)
- 사회 보험
- 사회보장국
- 사회 이론